# Wyścigowe Samochodowe Mistrzostwa Polski 2016
Sezon 2016 był sześćdziesiątym sezonem Wyścigowych Samochodowych Mistrzostw Polski.

## Kalendarz
Źródło: chronopn.neostrada.pl
| Data           | Tor             | Miejsce |
| -------------- | --------------- | ------- |
| 6–7 maja       | Tor Poznań      | Poznań  |
| 3–5 czerwca    | Tor Poznań      | Poznań  |
| 3–4 września   | Tor Poznań      | Poznań  |
| 9–11 września  | Masaryk Circuit | Brno    |
| 23–25 września | Tor Poznań      | Poznań  |

## Mistrzowie
Źródło: chronopn.neostrada.pl
| Klasa        | Kierowca             | Samochód      | Zespół                     |
| ------------ | -------------------- | ------------- | -------------------------- |
| D4 +3500     | Radosław Kordecki    | Porsche 911   | Automobilklub Wielkopolski |
| D4 3500      | Artur Obuchowski     | BMW 325       | Automobilklub Wielkopolski |
| DN-1N        | Bartosz Kubicki      | Fiat Seicento | Automobilklub Wielkopolski |
| DN-2         | Wojciech Klimecki    | Honda Civic   | Automobilklub Wielkopolski |
| DN-2 Picanto | Damian Litwinowicz   | Kia Picanto   | Automobilklub Wielkopolski |
| DN-3         | Karol Jodko-Kamiński | Lotus Elise   | Automobilklub Wielkopolski |
| DN-5 CUP PL  | Konrad Tadla         | BMW E36       | Automobilklub Wielkopolski |
| DN-6         | Dawid Abramczyk      | BMW E30       | Automobilklub Wielkopolski |
| DN-7         | Piotr Fira           | BMW 635       | Automobilklub Wielkopolski |
| DN-8.1       | Michał Ghany         | Fiat 126p     | Automobilklub Śląski       |
| DN-8.2       | Bartosz Idźkowski    | Fiat 126p     | Automobilklub Wielkopolski |